# Walter Myss
Walter Myss (eigentlich Miess; * 22. September 1920 in Kronstadt, Siebenbürgen; † 23. Juni 2008 in Innsbruck) war ein siebenbürgenstämmiger Autor, Kunsthistoriker, Philosoph und Musiker.

## Leben
Er gründete in Innsbruck den Wort und Welt Verlag und verfasste Bücher zum Thema Kunst und Kultur der Siebenbürger Sachsen und über allgemeine Kunstgeschichte. Zusätzlich widmete er sich humoristischen und philosophischen Werken. Er war außerdem erster Geiger im Innsbrucker Streichquartett. 
1952 heiratete er die Schriftstellerin Eva Lubinger.

## Ehrungen
- Preis der Landeshauptstadt Innsbruck für künstlerisches Schaffen, 3. Preis Lyrik, 1958[2]
- Ehrenzeichen für Kunst und Kultur der Stadt Innsbruck, 1982[3]
- Siebenbürgisch-Sächsischer Kulturpreis (1993)